# كرو (تشيشير)
كرو هي مدينة للسكك الحديدية وأبرشية مدنية في السلطة الوحدوية في شاير إيست في تشيشير في إنجلترا. بلغ إجمالي عدد سكان منطقة كرو المبنية 75556 نسمة في عام 2011، والتي تغطي أيضًا أجزاء من الأبرشيات المدنية المجاورة في ويلستون، وشافينغتون كوم جريستي، وويستستون.
ربما تشتهر مدينة كرو بأنها تقاطع كبير للسكك الحديدية وموطن لشركة كرو للأعمال؛ لسنوات عديدة، كانت مرفقًا هندسيًا رئيسيًا للسكك الحديدية لتصنيع وإصلاح القاطرات، ولكن الآن أصبح حجمها أقل بكثير. من عام 1946 حتى عام 2002، كانت أيضًا موطنًا لإنتاج سيارات رولز-رويس. ينتج مصنع بنتلي كرو الواقع غرب المدينة حصريًا سيارات بنتلي. يبلغ طول كرو 158 ميل (254 كـم) شمال لندن و28 ميل (45 كـم) جنوب مركز مدينة مانشستر.

## التاريخ

### القرون الوسطى
اسم كرو مشتق من الكلمة الويلزية القديمة criu، والتي تعني «Weir» أو «العبور». أقدم ذكر موجود في لها كتاب ونشيستر حيث تمت كتابتها Creu.

### عصري

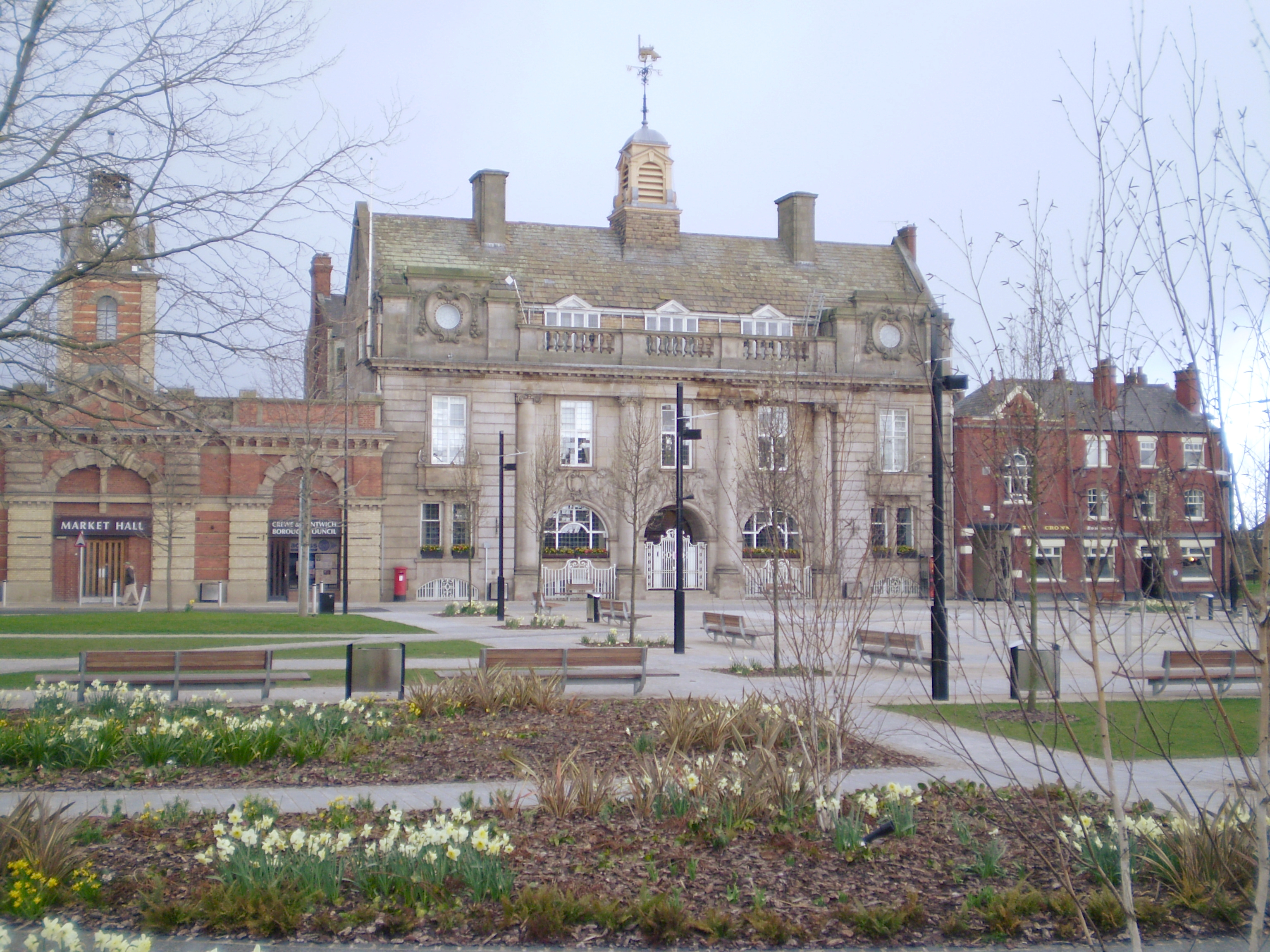
مباني بلدية كرو

حتى اختارت شركة غراند جونكشن للسكك الحديدية كرو كموقع لأعمال القاطرات ومحطة السكك الحديدية في أواخر ثلاثينات القرن التاسع عشر، كانت كرو قرية يبلغ عدد سكانها (حوالي 1831) 70 نسمة فقط. وينسفورد، 7 أميال (11 كم) إلى الشمال، رفضت اقتراحًا سابقًا، كما فعل ملاك الأراضي المحليون في نانتويتش المجاورة، على بعد 4 أميال (6) كم). تم بناء محطة سكة حديد كرو في الحقول بالقرب من كرو هال واكتملت في عام 1837.
لم يتم التخطيط رسميًا لمستوطنة كرو الحضرية الحديثة حتى عام 1843 من قبل جوزيف لوك لتوحيد «مستعمرة السكك الحديدية» التي نشأت منذ حوالي 1840-1841 في المنطقة القريبة من محطة تقاطع السكك الحديدية التي تم افتتاحها في عام 1837، على الرغم من تسميتها كرو من قبل الكثيرين، منذ البداية. وهكذا تم تسمية كرو على اسم محطة السكة الحديد، وليس العكس.
تأسست مدينة كرو الجديدة بجوار محطة السكة الحديد في بلدة مونكس كوبينهال والتي شكلت، مع بلدة كنيسة كوبينهال، أبرشية كوبنهول القديمة. سميت محطة السكة الحديد على اسم بلدة كرو (التي كانت آنذاك جزءًا من أبرشية بارثوملي القديمة) التي كانت تقع فيها. في النهاية، أصبحت بلدة كرو أبرشية مدنية في حد ذاتها سميت أيضًا، بشكل محير إلى حد ما، كرو. غيرت هذه الرعية المدنية اسمها إلى كرو جرين في عام 1974 لتجنب الخلط بينه وبين المدينة المجاورة، والتي تم تحويلها إلى منطقة بلدية في عام 1877.
ظلت محطة السكة الحديد جزءًا من أبرشية كرو المدنية، خارج حدود المنطقة البلدية حتى عام 1936. لذلك، على مدار تاريخها، لم تكن مدينة كرو جزءًا من بلدة كرو ولم تشمل أولاً بلدة كرو، ولاحقًا أبرشية كرو المدنية، ولاحقًا لا تزال أبرشية كرو جرين المدنية المجاورة لها، على الرغم من أن هذه الأماكن هي الأصل المباشر لاسم المدينة عبر محطة السكة الحديد التي لم تكن أيضًا جزءًا من المدينة قبل عام 1936. يصف لغز محلي قديم الحالات غير العادية إلى حد ما: «المكان الذي هو كرو ليس كرو، والمكان الذي ليس كرو هو مكان كرو».

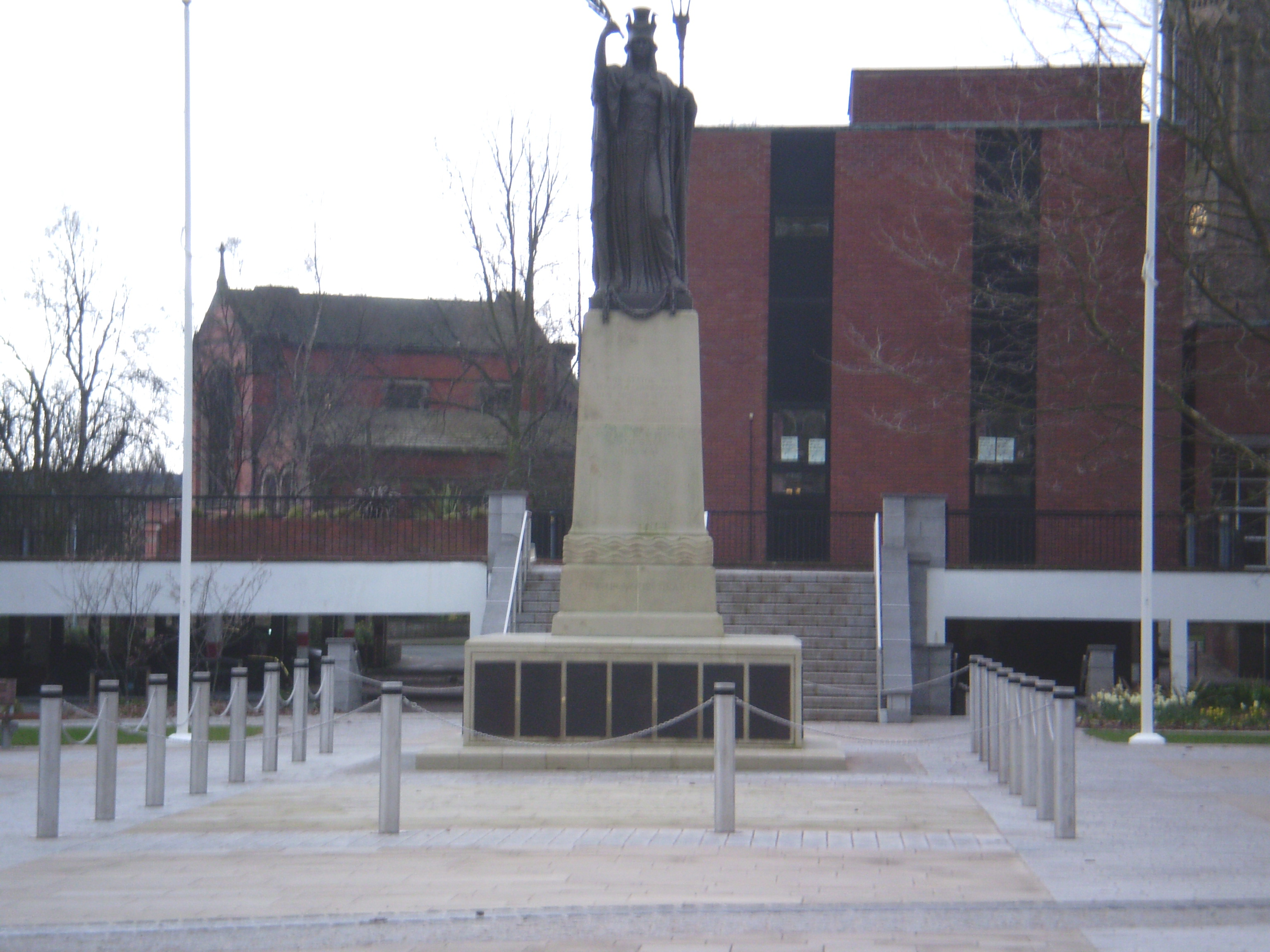
نصب كرو الحرب التذكاري

نشأت مدينة جديدة، في رعايا الرهبان كوبنهول وتشرش كوبنهول، جنبًا إلى جنب مع المحطة المزدحمة بشكل متزايد، حيث توسع عدد السكان ليصل إلى 40.000 بحلول عام 1871. ساعد كبير المهندسين في شركة غراند جونكشن للسكك الحديدية جوزيف لوك في تخطيط المدينة.
يوجد في المدينة حديقة كبيرة، كوينز بارك (وضعها المهندس فرانسيس ويب)، الأرض التي تم التبرع بها من قبل سكة حديد لندن والشمال الغربي، التي خلفت غراند جونكشن للسكك الحديدية. لقد قيل أن دافعهم كان منع شركة غريت ويسترن ريلوي المنافسة من بناء محطة على الموقع، لكن الأدلة المتاحة تشير إلى خلاف ذلك.
قدمت السكة الحديد وقفا لبناء وصيانة كنيسة المسيح. حتى عام 1897 كان نائبها، تلقى الوزراء غير المطابقين ومعلمي المدارس تصاريح امتياز، حيث تم إنشاء المدرسة في عام 1842. زودت الشركة عيادة الطبيب بخطة تأمين صحي. تم إنشاء محطات الغاز وتكييف إمدادات المياه للعمل لتوفير مياه الشرب والحمامات العامة. افتتحت السكك الحديدية أيضًا سوقًا للجبن في عام 1854 ومصنعًا للملابس لجون كومبتون الذي قدم زي الشركة، بينما أقام مكوركوديل من ليفربول أعمال طباعة.
خلال الحرب العالمية الثانية، جعل الوجود الاستراتيجي للسكك الحديدية والأعمال الهندسية لشركة Rolls-Royce (التي تحولت لإنتاج محركات الطائرات) من كرو هدفًا للغارات الجوية للعدو، وكان في مسار الرحلة إلى ليفربول. فقدت البلدة 35 مدنياً بسبب هؤلاء، وكانت أسوأ غارة في 29 أغسطس 1940 عندما دمر حوالي 50 منزلاً بالقرب من المحطة.
سميت فوهة كرو على المريخ على اسم بلدة كرو. وصف المؤلف آلان غارنر كرو في روايته «التحول الأحمر» بأنه «الواقع المطلق».

## المناخ
مثل معظم أنحاء المملكة المتحدة، تتمتع كرو بمناخ محيطي، مع صيف دافئ وشتاء بارد وتغير قليل نسبيًا في درجات الحرارة على مدار العام.